# Комплекс підземних сховищ Лаб/Gajary-Báden
Комплекс підземних сховищ Лаб/Gajary-Báden – об’єкт нафтогазової інфраструктури Словаччини. 
З початку 1950-х на лівобережжі річки Морави за кілька десятків кілометрів на північний захід від Братислави почалась розробка газових родовищ. А за два десятиліття по тому узялись за облаштування підземних сховищ газу у виснажених покладах. В 1977, 1979 та 1984 роках стали до ладу сховища Лаб-1, Лаб-2 та Лаб-3. При цьому якщо початковий об’єм Лаб-1 становив 200 млн м3, то після запуску трьох черг цей показник досягнув 1350 млн м3, а внаслідок проведених у 1988, 1996 та  2003 роках модернізацій загальний об’єм комплексу склав 1980 млн м3.  
В 2008-му стало до ладу сховище Gajary-Báden, яке розташоване під Лаб-3, але на значно більшій глибині – 1780 метрів проти 600 метрів (взагалі ж мінімальна глибина залягання резервуарів комплексу становить 342 метра). Це довело загальний об’єм сховищ, які належать компанії NAFTA, до 2130 млн м3, а станом на 2019 рік він вже становив 2978 млн м3. Технічно можливий добовий відбір складає 37 млн м3 при добовому рівні закачування у 32 млн м3. 
Комплекс розташований неподалік району, де газопровід «Братство» розгалужується на чеську та австрійську гілки (остання, зокрема, надає доступ до найбільшого газоторгівельного майданчика Східної Європи у Баумгартені). 
Можливо також відзначити, що поряд із комплексом компанії NAFTA знаходиться підземне сховище Лаб-4, яке належить компанії Pozagas.